# Dolichocoxys rossica
Dolichocoxys rossica är en tvåvingeart som beskrevs av Louis-Paul Mesnil 1963. Dolichocoxys rossica ingår i släktet Dolichocoxys och familjen parasitflugor. Inga underarter finns listade i Catalogue of Life.